# Cèrcaf
D'acord amb la mitologia grega, Cèrcaf (en grec antic Κέρκαφος) va ser un rei de  Rodes, un dels set fills d'Hèlios i de Rode, els Helíades.
Es va casar amb Cidipa, una filla del seu germà Òquim, a qui va succeir en el tron de l'illa de Rodes. Va tenir tres fills, Ialis, Lindos i Camir, que el succeïren i es repartiren l'illa. Van fundar tres ciutats que portaven els seus noms, Camir a la ciutat de Camiros, Lindos a la ciutat de Lindos, i Ialis a la de Ialisos.